# Karl Rolfus

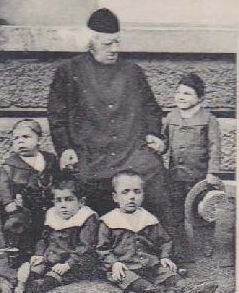
Karl Rolfus mit vier seiner Pfleglinge, St. Josefsanstalt Herten, um 1900

Karl Rolfus (* 24. Januar 1819 in Freiburg im Breisgau; † 2. März 1907 in Herten) war ein deutscher katholischer Priester und Geistlicher Rat.
Sein Vater war der Stadtgeometer Melchior Rolfus, sein Bruder war der Priester Herman Rolfus. Nachdem er am 24. August 1842 zum Priester geweiht wurde, war er zunächst Vikar in Glottertal, in Neuhausen bei Villingen, in Friedenweiler und ab 1845 in Niederwihl. In Niederwihl gründete er wie an den vorherigen Wirkungsorten eine Bruderschaft und begeisterte die Gläubigen mit volksnahem religiösem Verhalten und abendlichen Andachten. 
Durch die Salpetererunruhen und die Badische Revolution waren die Bezirksämter hier besonders wachsam, Versammlungen und Neuerungen waren „verdächtig“. Anonyme Verleumdungen führten am 24. September 1847 zu seiner Suspension. Nach der gerichtlichen Verhandlung, die er ohne Urteil verlassen konnte, kehrte er nicht nach Niederwihl zurück. Da er sich treu zum Großherzog verhielt, war er durch die Badische Revolution in Lebensgefahr und begab sich in die Schweiz. Hier hielt er sich unter anderem bei der von ihm errichteten Bruderschaft zu Ehren des Kostbaren Blutes im Kloster St. Anna in Steinerberg auf.
1869 wurde er Pfarrverweser und 1872 Pfarrer in Herten bei Rheinfelden. Hier nahm er seine Mutter zu sich und gründete das Sankt Josefshaus Herten. 
Nach Karl Rolfus sind Straßen und eine Schule benannt.

## Weblink
- Kurze Lebensbeschreibung auf der Webseite des Karl Rolfus Vereins (Memento vom 22. Februar 2014 im Internet Archive)